# Kalbarri (plaats)

Kalbarri is een plaats in de regio Mid West in West-Australië. Het ligt aan de monding van de Murchison, 592 kilometer ten noorden van Perth, 167 kilometer ten noorden van Geraldton en 395 kilometer ten zuiden van Carnarvon. In 2021 telde Kalbarri 1.478 inwoners, tegenover 1.538 in 2006.

## Geschiedenis
De oorspronkelijke bewoners van de streek zijn de Nanda, een taalgroep van de Yamatji Aborigines. In de streek zijn er veel plaatsen waar artefacten gevonden zijn, die een mythologische betekenis hebben, waar rotsschilderingen te vinden zijn, steengroeven zijn of plaatsen waar de resten van schelpdieren op samenkomsten wijzen. Volgens de lokale mythologie is de rivier Murchison geschapen door de regenboogslang die zich over het land bewoog om alle voorouders wakker te maken die nog sliepen.
In 1629 vaarde het Nederlandse VOC-schip Batavia langs de kust en zette twee muiters af nabij Bluff Point net ten zuiden van de plaats waar later Kalbarri zou ontstaan. De kliffen nabij de monding van de Murchison werden vernoemd naar een ander VOC-schip, de Zuytdorp, die er verging in 1712. In 1847 werd in de streek lood gevonden en in 1854 koper.
De regio werd populair in de jaren 1940 als een toeristisch en vissersplaatsje. In 1948 besloot de overheid er een dorpje te stichten en nadat kavels waren opgemeten werd Kalbarri in 1951 officieel een dorp. Het werd Kalbarri genoemd naar een Aboriginesman uit de streek. Het woord is ook de naam van een eetbaar zaad. De originele Aboriginesnaam voor de streek was "Wurdimarlu".
In april 2021 werd Kalbarri door een restant van de tropische cycloon Seroja getroffen. Volgens de overheid liep 70% van de gebouwen er schade en 30% zware schade op.

## Toerisme
Het dorp is gericht op visserij en toerisme en trekt jaarlijks 200.000 toeristen aan. Het ligt omgeven door het nationaal park Kalbarri waar de rivier Murchison doorstroomt en ze de Murchison River Gorge vormde. Er worden dagelijks pelikanen gevoederd.
Het nationaal park Kalbarri bevat tal van toeristische trekpleisters :
- De Meanarra Hill Lookout ligt 207 meter boven de zeespiegel en biedt een uitzicht over het dorp, de rivier, haar monding en de Indische Oceaan.
- Aan de West Loop lookout (Inyaka Wookai Watju) wordt gewerkt aan een skywalk.
- Nature's Window is een van West-Australiës meest iconische natuurlijke attracties.
- De Loop Hike (4,8 kilometer) en Loop Trail (8 kilometer) bieden een duidelijk beeld van de kloof.
- De Z-Bend Lookout biedt een uitzicht op de 150 meter lager gelegen Z Bend. De Z-Bend River Trail is een 2,4 kilometer lang steil wandelpad dat de kloof ingaat.
- Four Ways Trail (Idinggada Yina met een lengte van 4,6 kilometer) is eveneens een veeleisend wandelpad.
- Hawks Head en Ross Graham Lookout liggen 25 verder van de hoofdweg.
- Natural Bridge ligt aan de kust en men kan er walvissen en dolfijnen spotten.
- The Bigurda Boardwalk verbindt Natural Bridge met Island Rock.
- De Bigurda Trail is een wandelpad naar de Eagle Gorge met klim naar een afgelegen strand.
- De Mushroom Rock Nature Trail heeft informatiepanelen langs de route over 400 miljoen jaar geschiedenis van de rotsformaties.
- De Red Bluff lookout is het hoogste punt van de streek. Er is een steil wandelpad langs de Pederick Lookout naar het Red Bluff strand. Langs het pad staan informatieve panelen over de geschiedenis van de streek.
- In de Rainbow Jungle (The Australian Parrot Breeding Cenre) worden bedreigde vogels gekweekt.

## Transport
Kalbarri wordt door de Ajana - Kalbarri Road met de North West Coastal Highway verbonden. De N1-busdienst van Transwa vanuit Perth doet Kalbarri enkele keren per week aan.
Kalbarri heeft een luchthaven: Kalbarri Airport (IATA: KAX;ICAO: YKBR).

## Klimaat
Kalbarri ligt in een overgangszone tussen een mediterraan klimaat en een steppeklimaat. Winters zijn warm met een matige neerslag en zomers zijn heet en droog.
| Maand                                  | jan  | feb  | mrt  | apr  | mei  | jun  | jul  | aug  | sep  | okt  | nov  | dec  | Jaar  |
| -------------------------------------- | ---- | ---- | ---- | ---- | ---- | ---- | ---- | ---- | ---- | ---- | ---- | ---- | ----- |
| Gemiddeld maximum (°C)                 | 33,2 | 34,2 | 32,6 | 29,5 | 26,0 | 23,0 | 21,8 | 22,5 | 24,0 | 26,3 | 28,3 | 31,2 | 27,7  |
| Gemiddeld minimum (°C)                 | 19,6 | 20,7 | 19,2 | 16,3 | 13,2 | 11,0 | 9,7  | 9,9  | 10,8 | 12,7 | 15,0 | 17,5 | 14,6  |
|                                        |      |      |      |      |      |      |      |      |      |      |      |      |       |
| Neerslag (mm)                          | 5,4  | 7,9  | 12,6 | 19,3 | 54,3 | 77,1 | 70,5 | 47,7 | 23,9 | 13,8 | 6,8  | 3,9  | 343,2 |
| Regendagen (dag)                       | 1,0  | 1,0  | 1,3  | 2,4  | 5,3  | 8,2  | 8,6  | 7,0  | 4,6  | 2,6  | 1,6  | 0,5  | 44,1  |
| Relatieve luchtvochtigheid (%)         | 47   | 46   | 48   | 50   | 51   | 54   | 55   | 53   | 53   | 49   | 50   | 48   | 50,4  |
| Bron: Australian Bureau of Meteorology |      |      |      |      |      |      |      |      |      |      |      |      |       |

## Galerij

Kalbarri
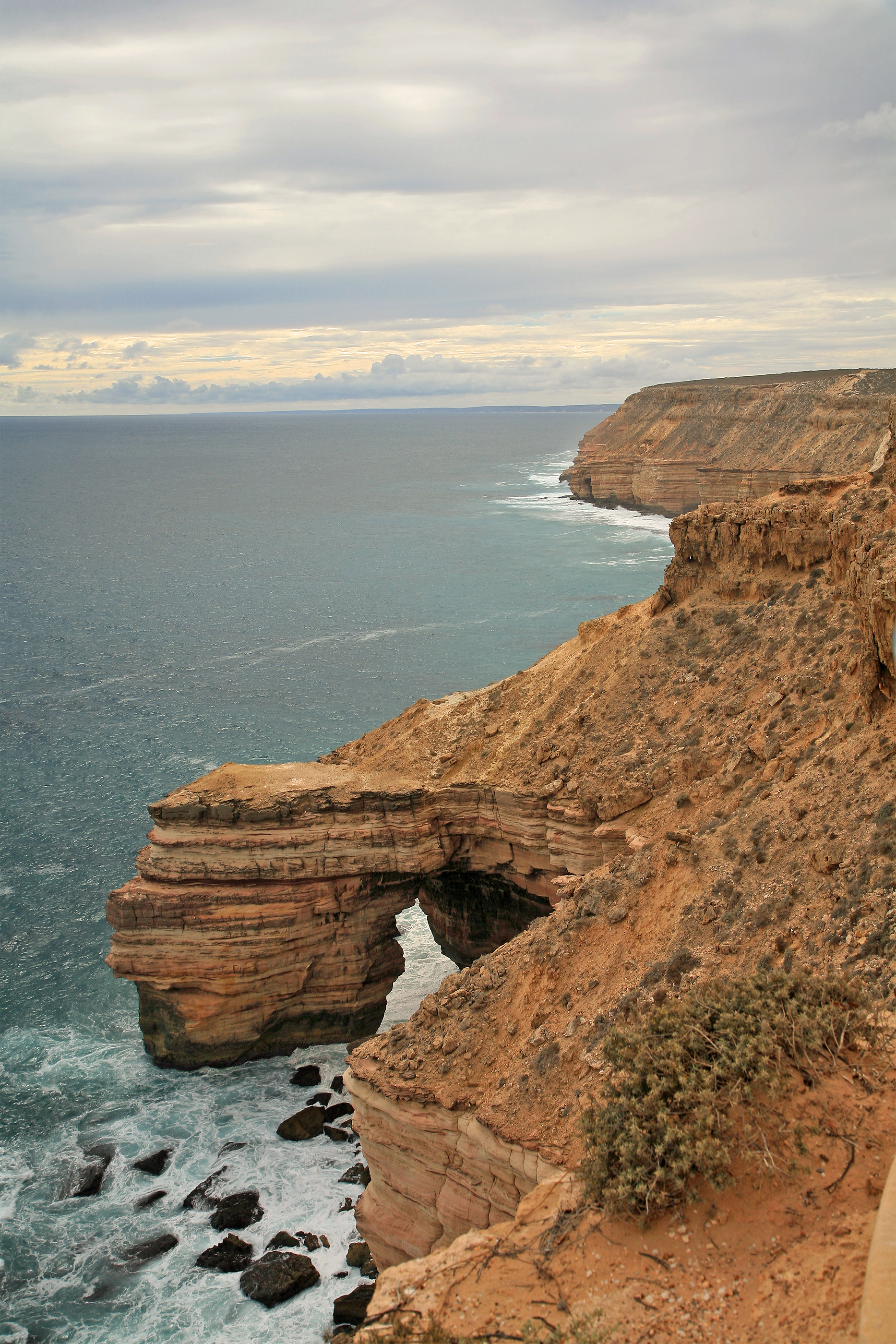
Nationaal park Kalbarri
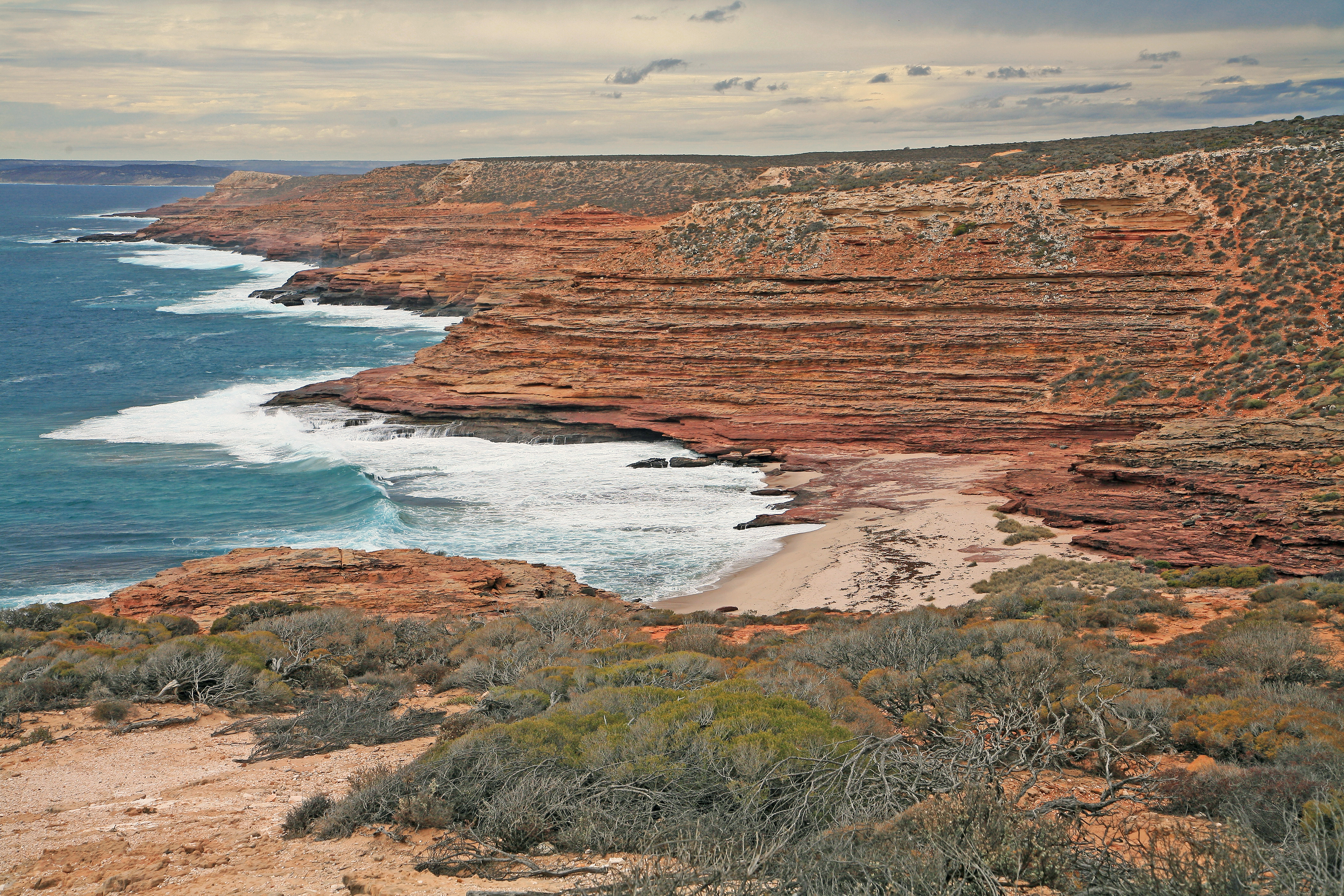
Nationaal park Kalbarri
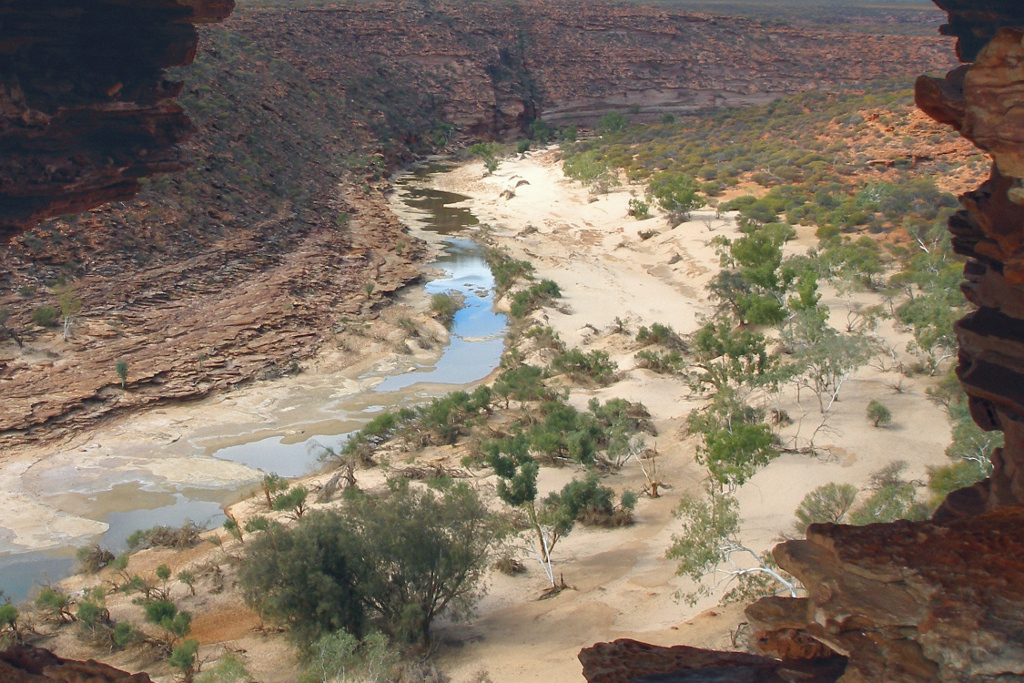
Nature's Window
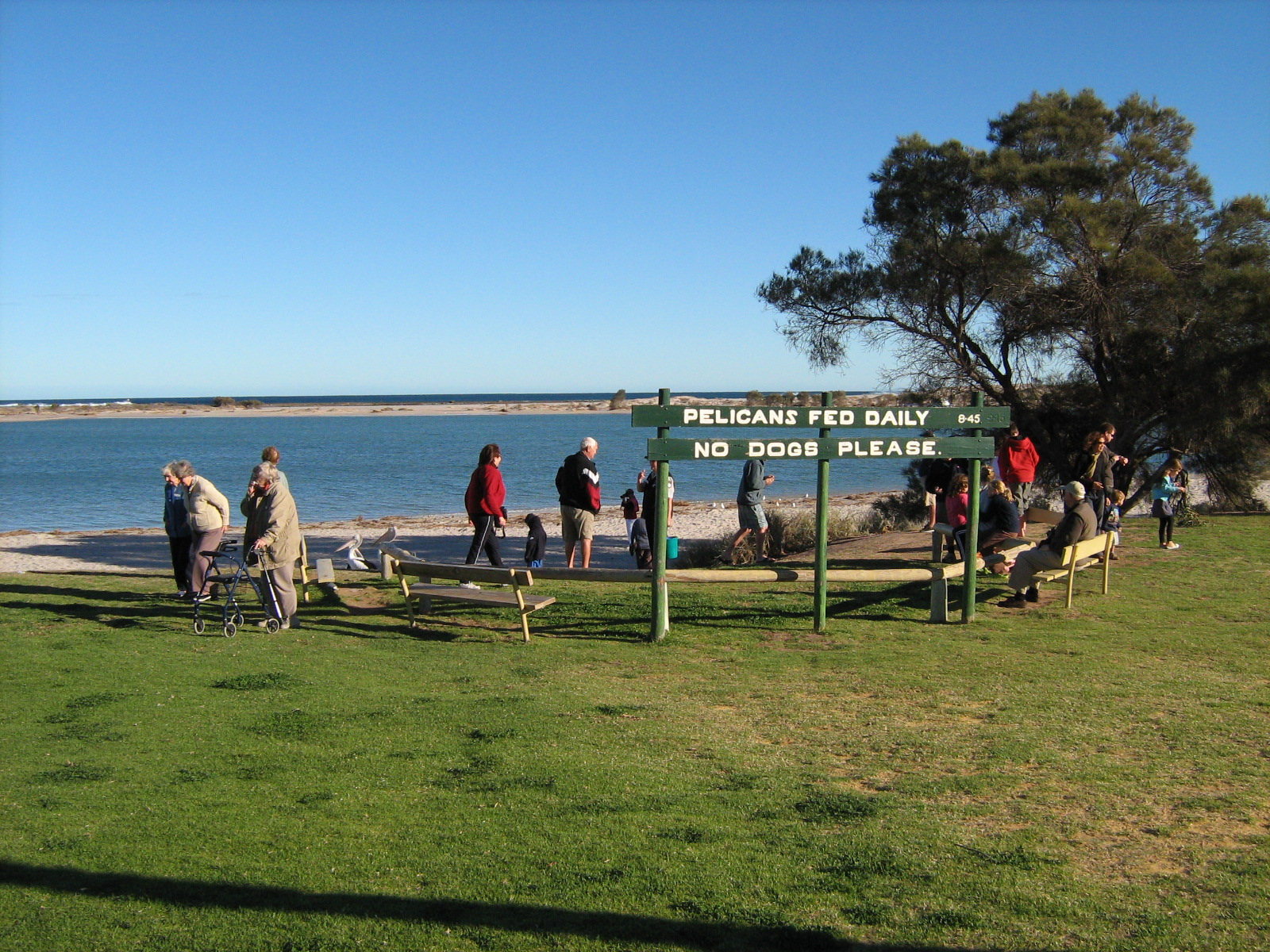
Pelikanen voederen
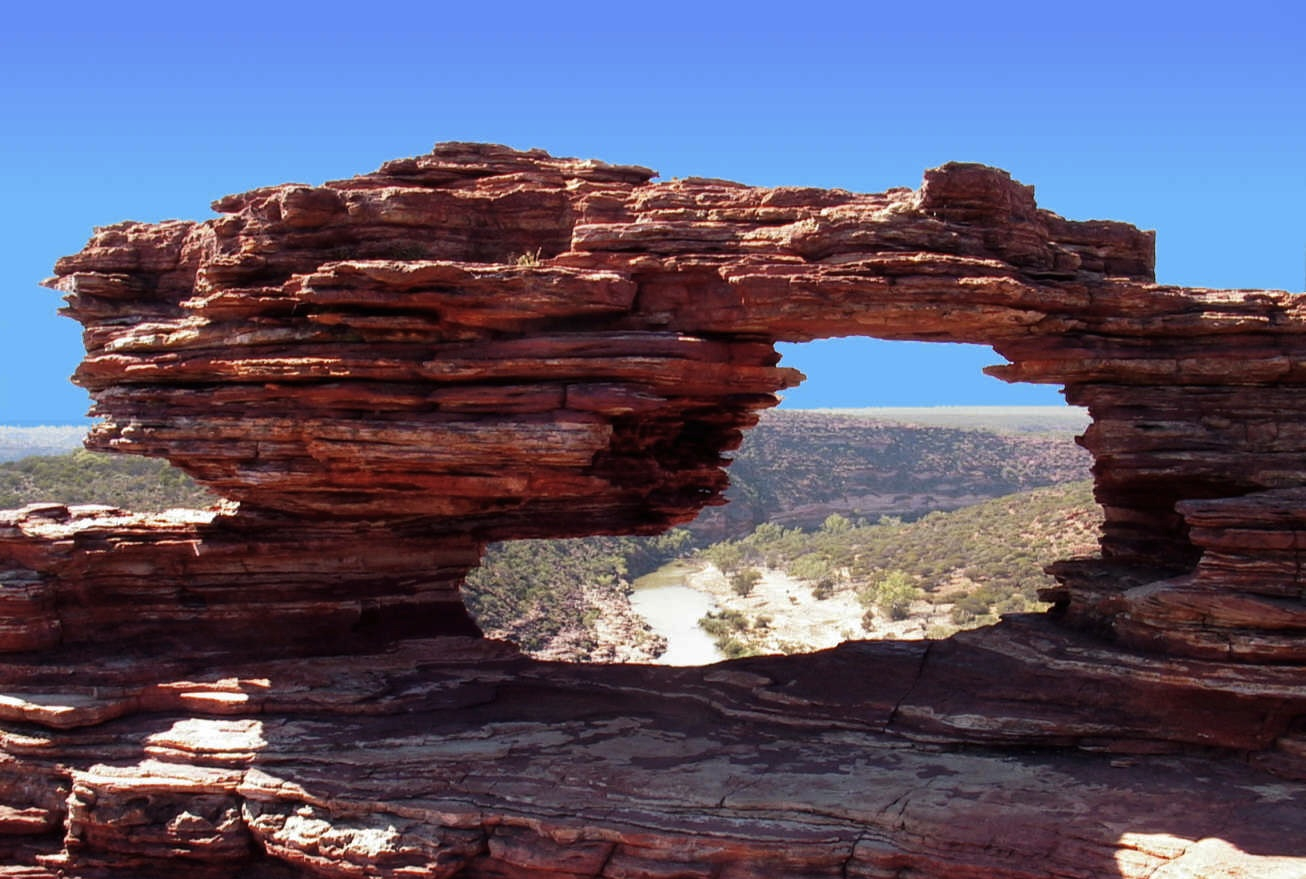
Nature's Window
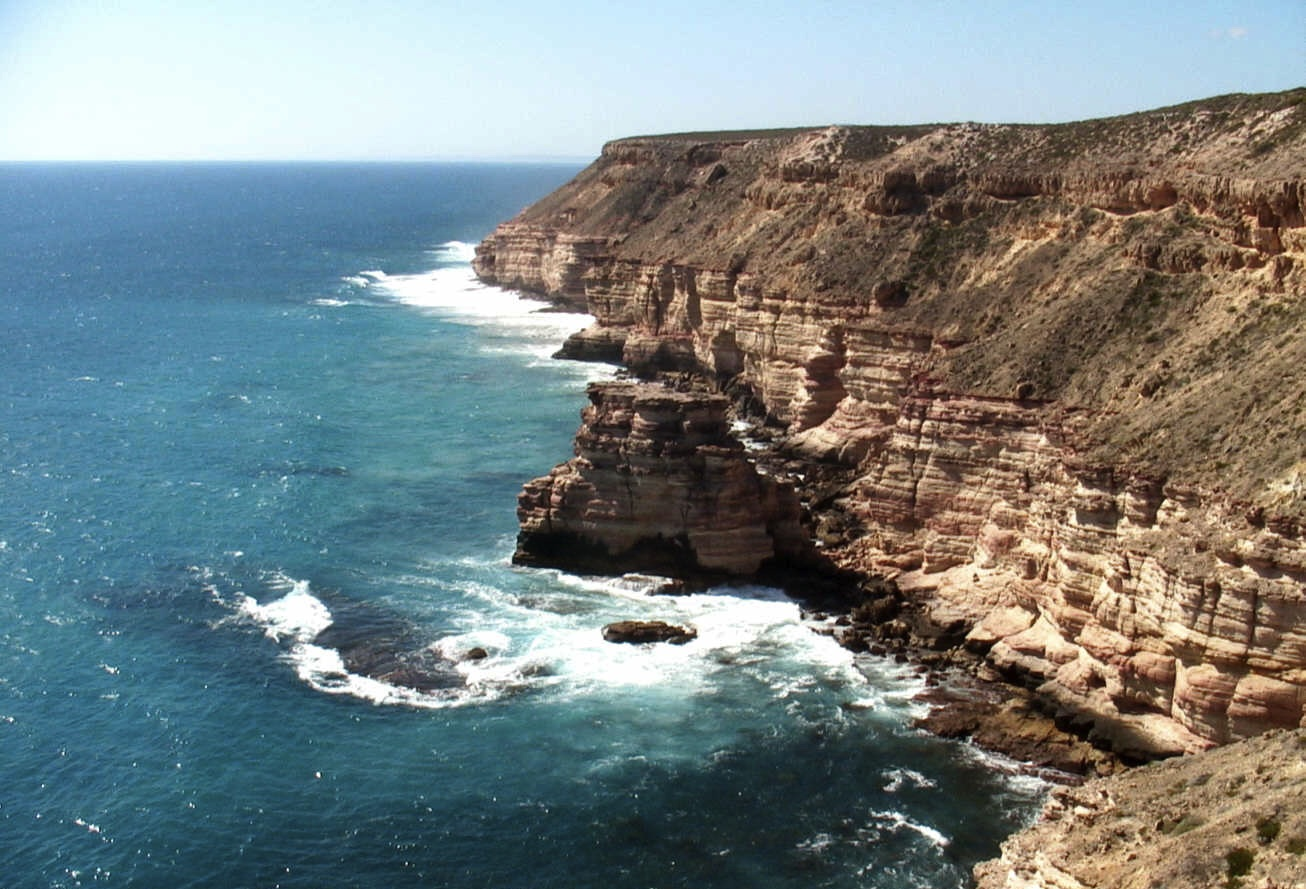
Island Rock
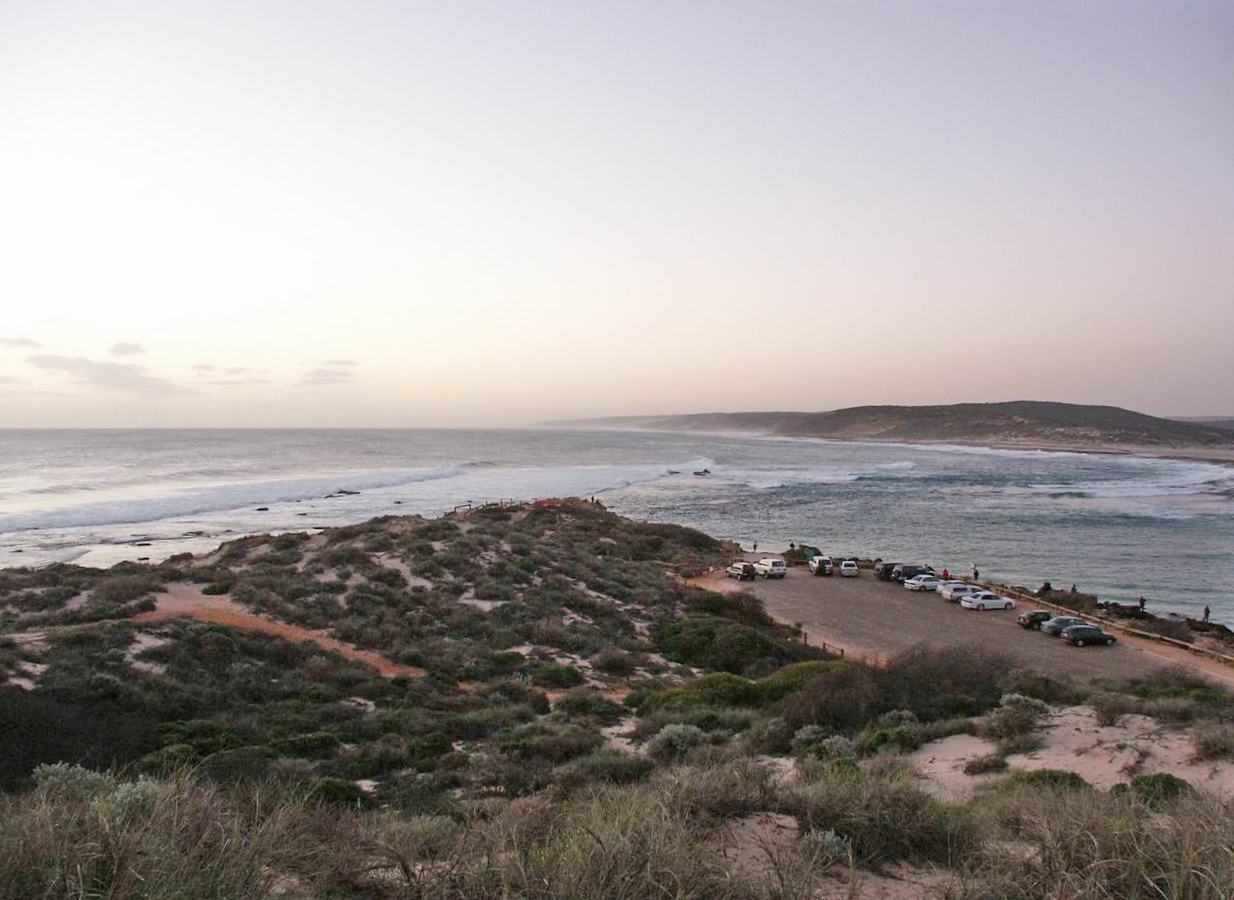
Monding Murchison